# Nel Bakema
Francina Petronella Josephina (Nel) Bakema (Amsterdam, 19 juni 1902 – Haarlem, 8 oktober 1992) was een Nederlandse beeldhouwer en medailleur.

## Leven en werk
Bakema studeerde eerst aan de kunstacademie, de Académie royale des beaux-arts de Bruxelles, in Brussel en van 1930 tot 1935 onder anderen bij de hoogleraren Jan Bronner en Theo van Reijn aan de Rijksakademie van beeldende kunsten in Amsterdam.
De kunstenares woonde en werkte in Bloemendaal. Op uitnodiging van Bronner nam ze deel aan de expositie Een beeld van Bronner (1971-1972) in Haarlem, ter gelegenheid van zijn 90e verjaardag. In 1989 werd een documentaire film "Een beeld van een vrouw" gemaakt over vijf vrouwelijke leerlingen van Jan Bronner: Nel Bakema, Jeanne Bijlo, Loekie Metz, Jos van Riemsdijk en Liesbeth Wezelaar-Dobbelmann.

## Enkele werken
- Buste Lodewijk van Deyssel (1938)
- Ontwerp gedenksteen in het kantoor van de NZH, Haarlem (1946). Uitgevoerd door dhr. Kamp.
- Oorlogsmonument[3] (1949), Noorderbolwerk in Dokkum
- Ina Boudier-Bakker (1976), bibliotheek Prinsesseweg in Zandvoort
- Reliëfportret Perio (pseudoniem van G.L. Janssen), oprichter van de Bond voor Staatspensionering (een voorloper van de ANBO)

## Fotogalerij

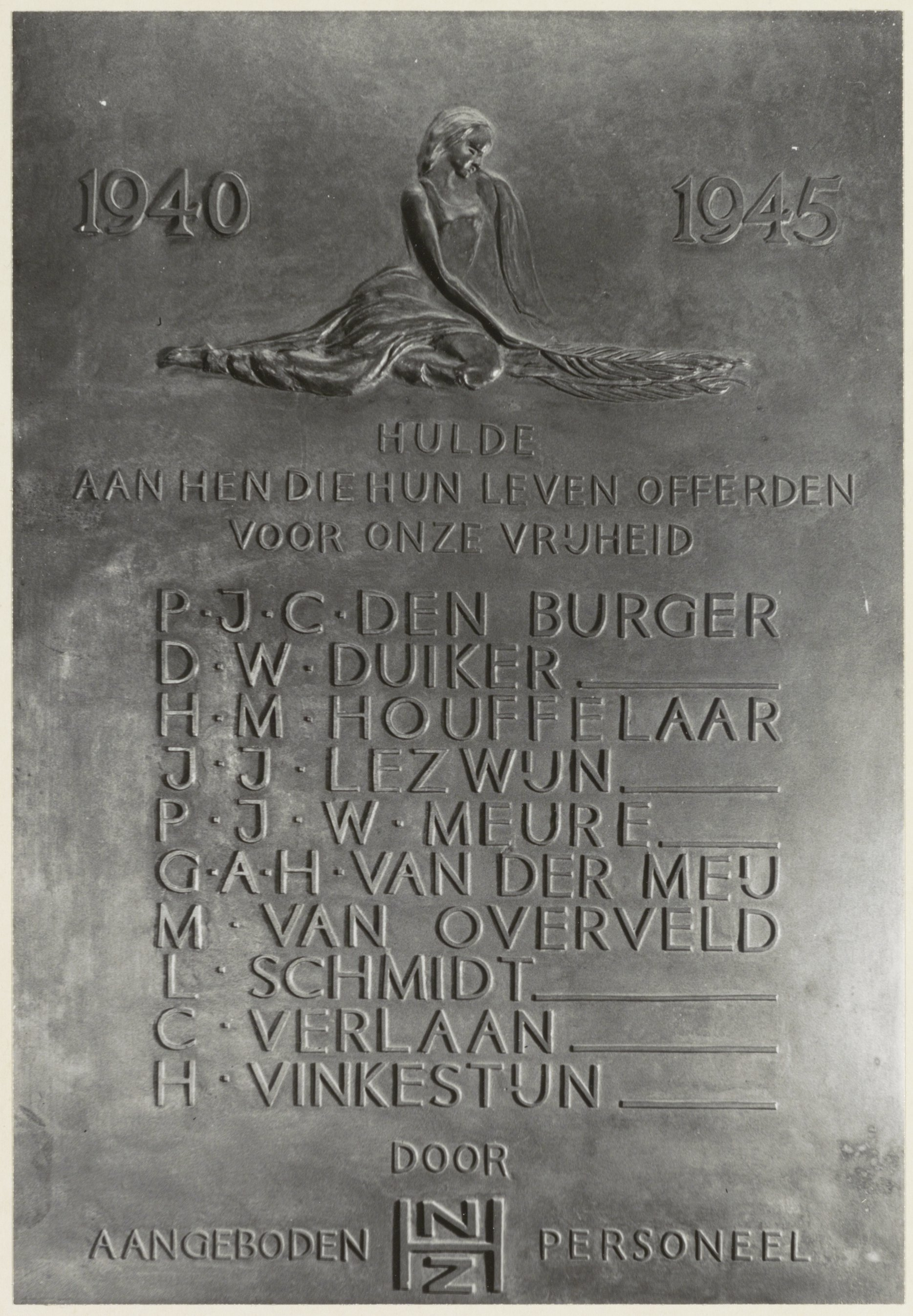
gedenksteen in het kantoor van de NZH, Haarlem
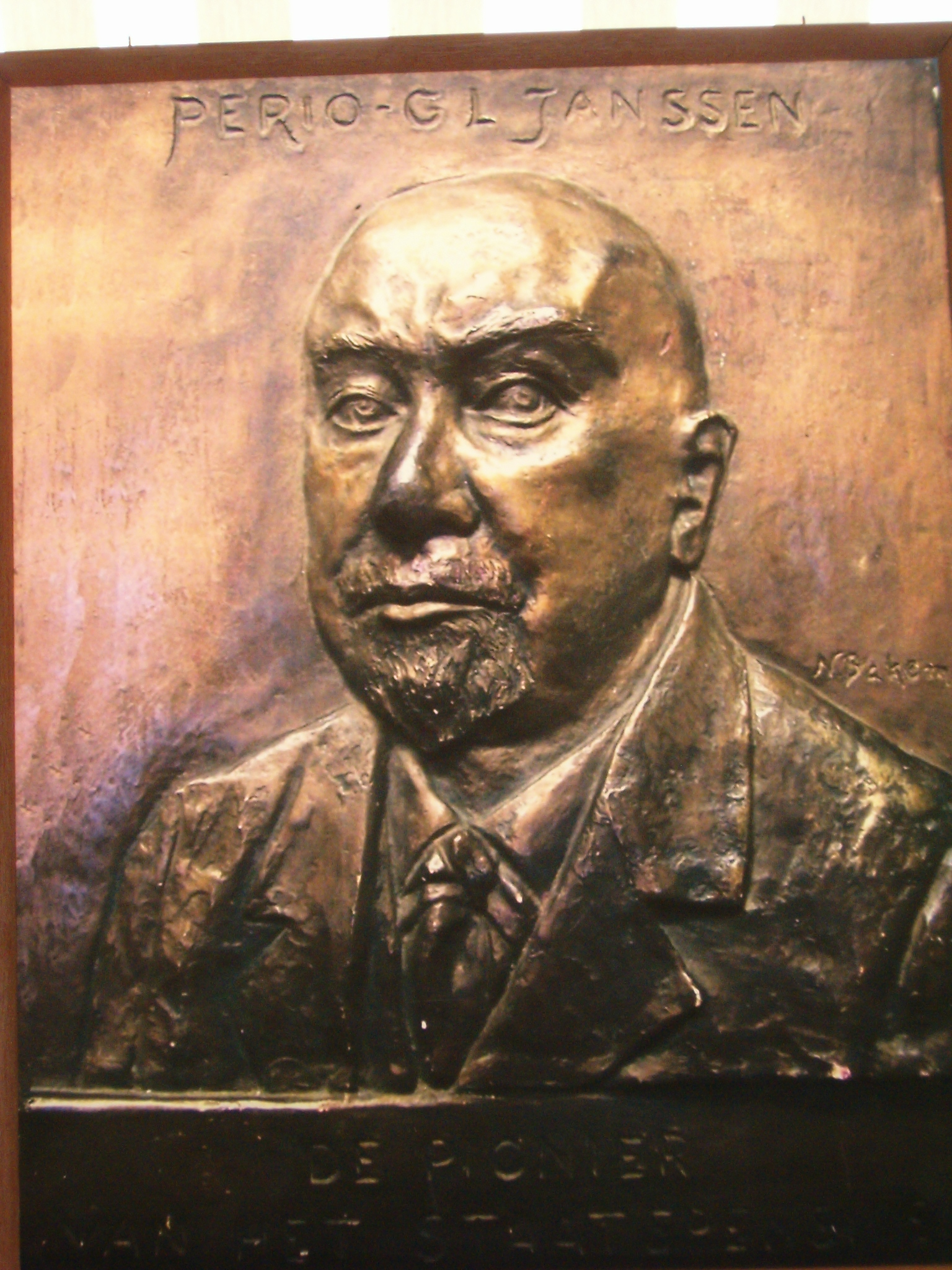
Perio (pseud. G.L. Janssen)